# Fachoffizier
Der Fachoffizier (kurz: Fachof; französisch officier spécialiste (of spéc); italienisch ufficiale specialista (uff spec)) ist in der Schweizer Armee ein Angehöriger der Mannschaften, der Unteroffiziere oder der höheren Unteroffiziere, der auf Grund besonderer Kenntnisse, Eignung oder Fähigkeiten bei Bedarf zeitweilig oder dauerhaft mit Offiziersfunktionen betraut und entsprechend eingesetzt wird. Ausgenommen davon sind Berufsunteroffiziere, diese können selbst bei höchster Befähigung aufgrund gesetzlicher Vorschriften keinen Offiziersgrad erreichen.

## Dienstgrad
Für die Bestimmung der Besoldung sowie der Rechte und Pflichten kann der betreffenden Armeeangehörige je nach Funktion in der Regel in die Gradstufen Oberleutnant bis Oberst eingewiesen werden. In Auslandeinsätzen wird er als Specialist Officer bezeichnet (Spec Of) und entspricht dem NATO-Rangcode OF-1a bis 5, je nach Einsatzverwendung oder Dotierung der zu besetzenden Dienststellung. Fachoffiziere tragen ein spezielles, einheitliches Gradabzeichen.
Einer der bekanntesten Fachoffiziere des Schweizer Militärs ist Pepe Lienhard. Er war bis 2011 Leiter der Swiss Army Big Band.
Fachoffiziere sind hochspezialisierte Zivilpersonen, aber auch Mannschaften, Unteroffiziere oder höhere Unteroffiziere mit besonderen Fachkenntnissen (meist mit akademischen Graden). Fachoffiziere stellen der Armee ihre zivil erworbene Kenntnisse und Kompetenzen zur Verfügung und können zu einem Zeitpunkt selektioniert werden, an dem bereits feststeht, dass sie die geforderten Qualifikationen mitbringen. Bei Bedarf der Armee werden ihnen Offiziersfunktionen übertragen. Diesen Vorgang bezeichnet die Militärdienstverordnung (Anhang 1 MDV) als Ernennung – im Gegensatz zur Beförderung, welche die Übertragung eines höheren Grades nach Absolvierung der entsprechenden militärischen Kaderschule bezeichnet. 
In der Praxis wird die Bezeichnung Fachof meist mit dem korrespondierenden Besoldungsgrad ergänzt: z. B. Fachof (Hptm) für Fachoffizier mit Verwendung in der Gradstufe eines Hauptmanns.

## Rechte und Pflichten
Die Rechte und Pflichten eines Fachoffiziers sind identisch mit jenen eines Laufbahnoffiziers in gleicher Funktion (Leutnant bis Oberst). Er/Sie bezieht einen Funktionssold entsprechend der Gradstufe. Fachoffiziere haben alle mit ihrer Funktion und Einteilung verbundenen Kurse und Einsätze zu leisten, mit Ausnahme der Ausbildungsdienste für einen höheren Grad. Als Spezialisten leisten sie jedoch nur maximal 300 Ausbildungsdiensttage (d. h. WK-Tage mit der Einteilungsformation).
In der Schweizer Armee übernehmen Fachoffiziere Spezialistenfunktionen wie zum Beispiel Presse- und Informationsoffizier (PIO), Jägerleitoffizier (Tactical Fighter Controller) bei der militärischen Air Traffic Control (ATC) Operator, Chef Personelles (S1), Legal Advisor etc.

## Gesetzesbestimmungen
Art. 104 Militärgesetz (MG) legt fest:
1 Unteroffiziere, Gefreite und Soldaten mit besonderen Kenntnissen können bei Bedarf mit Offiziersfunktionen betraut werden. Sie haben die damit verbundenen Dienste, mit Ausnahme der Ausbildungsdienste für einen höheren Grad oder eine neue Funktion, zu leisten.
2 Sie werden zum Fachoffizier ernannt und haben die gleichen Rechte und Pflichten wie die Offiziere in gleicher Funktion.
3 Der Bundesrat bestimmt die Funktionen, die übertragen werden können, und regelt die Voraussetzungen für die Ernennung.
4 Wird die Offiziersfunktion nicht mehr ausgeübt, so wird die Ernennung zum Fachoffizier in der Regel belassen. Der Bundesrat legt die Ausnahmen fest.

## Vereinigte Staaten von Amerika
In der United States Navy gibt es auch einen „Fachoffizier“, er wird als „Limited Duty Officer“ bezeichnet und entspricht im Werdegang etwa dem deutschen „Offizier des militärfachlichen Dienstes“.

## Vereinigtes Königreich von Großbritannien und Nordirland
In der Royal Navy wird der Fachoffizier als „Special Duty Officer“ bezeichnet.